# لنی لومار
لنی لومار (آلمانی: Leni Lohmar; ۱۹ اکتبر ۱۹۱۴ – ۳۱ دسامبر ۲۰۰۶) شناگر اهل آلمان بود. وی در المپیک تابستانی ۱۹۳۶ شرکت کرد. 